# Barringtonia
Barringtonia és un gènere de plantes amb flor de la família Lecythidaceae.

## Taxonomia
Cal destacar:
- Barringtonia acutangula
- Barringtonia asiatica
- Barringtonia calyptrata
- Barringtonia edulis Seem.
- Barringtonia payensiana
- Barringtonia procera (Miers) R.Knuth
- Barringtonia racemosa (L.) Spreng.
- Barringtonia reticulata (Blume) Miq.
- Barringtonia samoensis A.Gray
- Barringtonia seaturae H.B.Guppy (= B. petiolata)

## Galeria

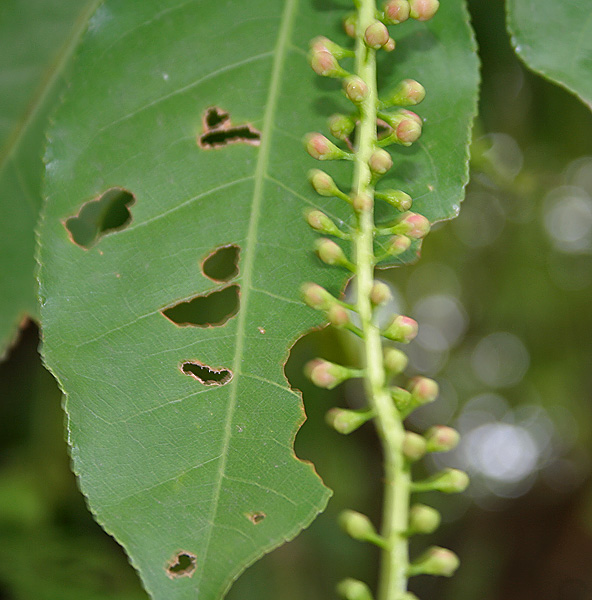
Barringtonia acutangula
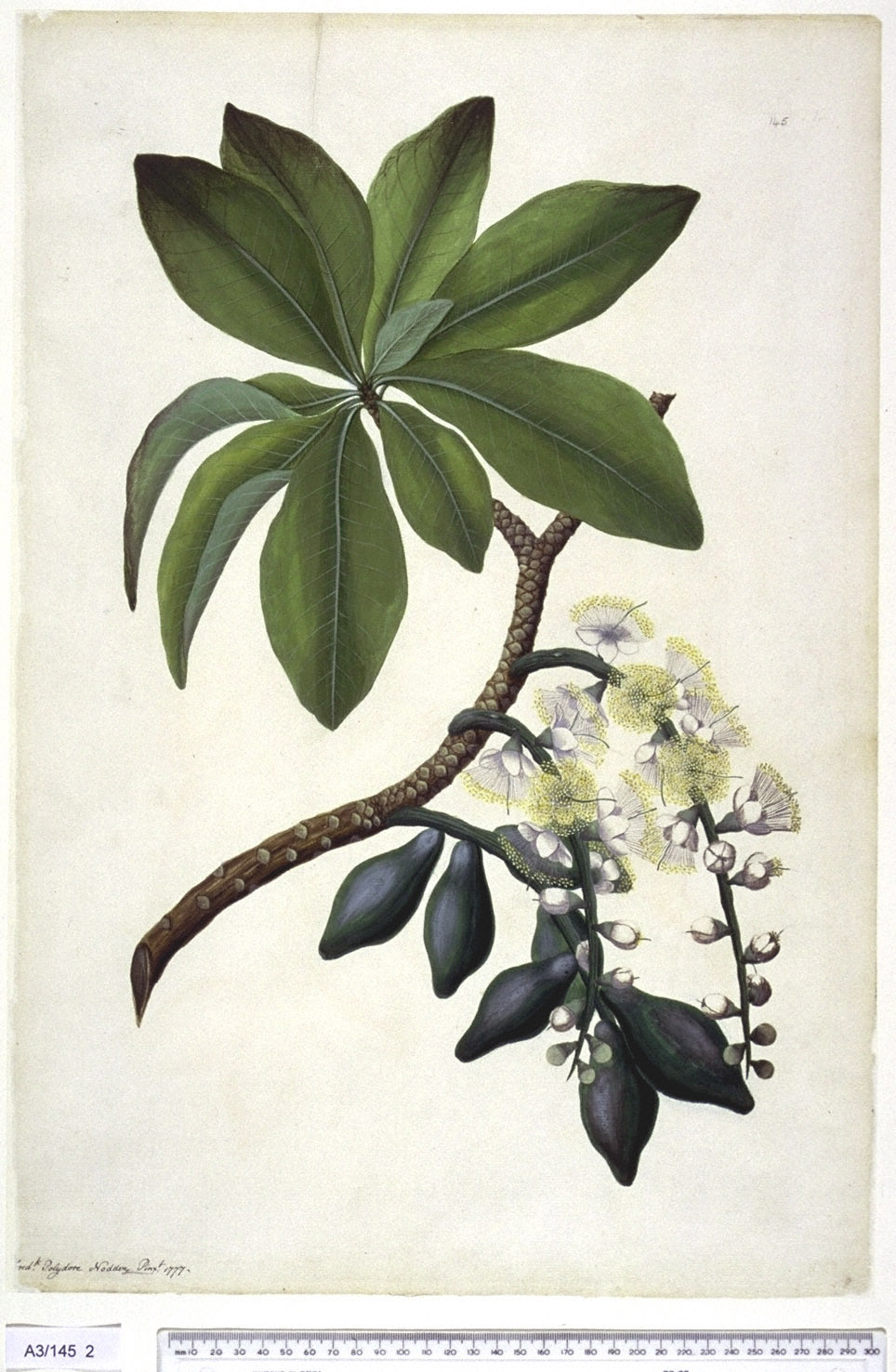
Barringtonia calyptrata
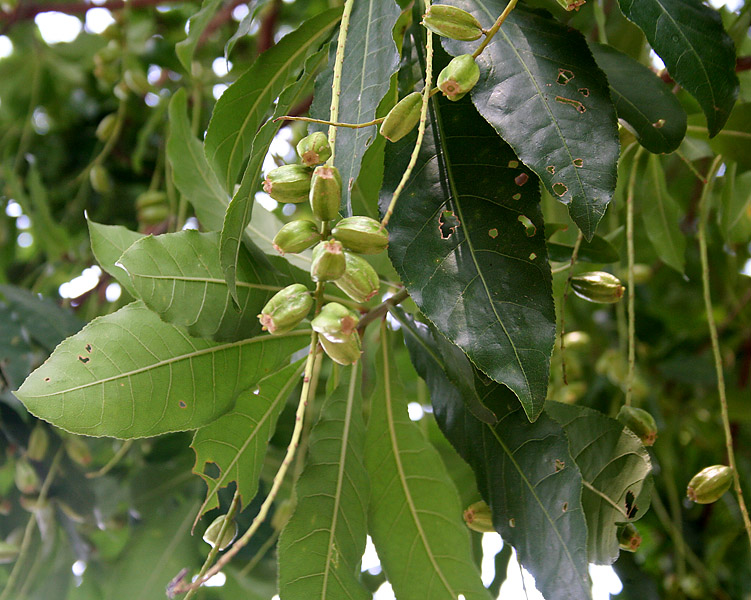
Barringtonia acutangula
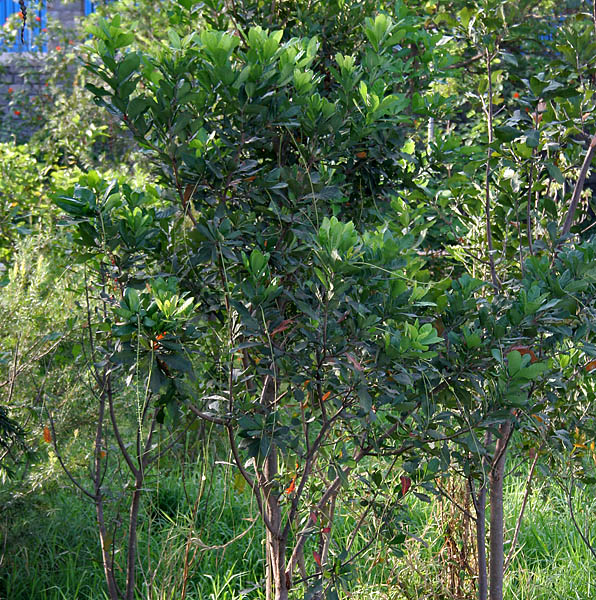
Barringtonia acutangula
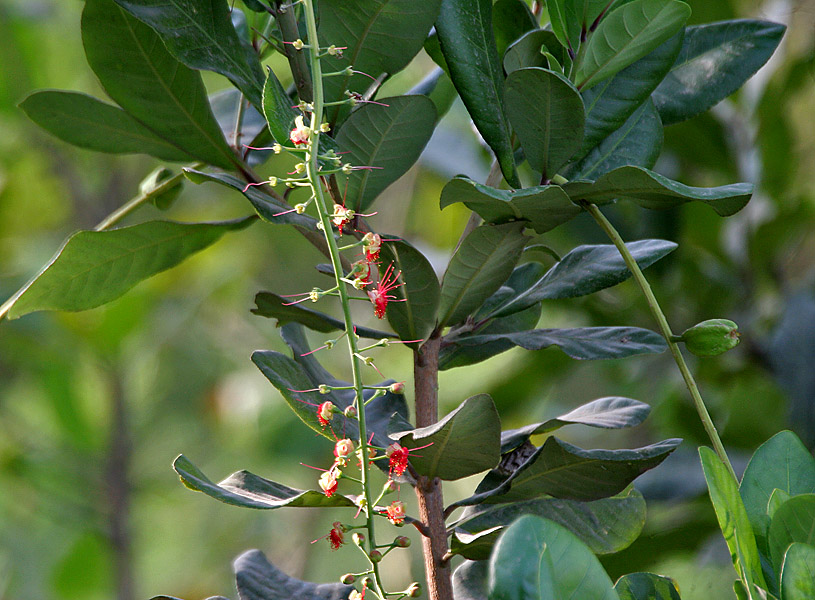
Barringtonia acutangula
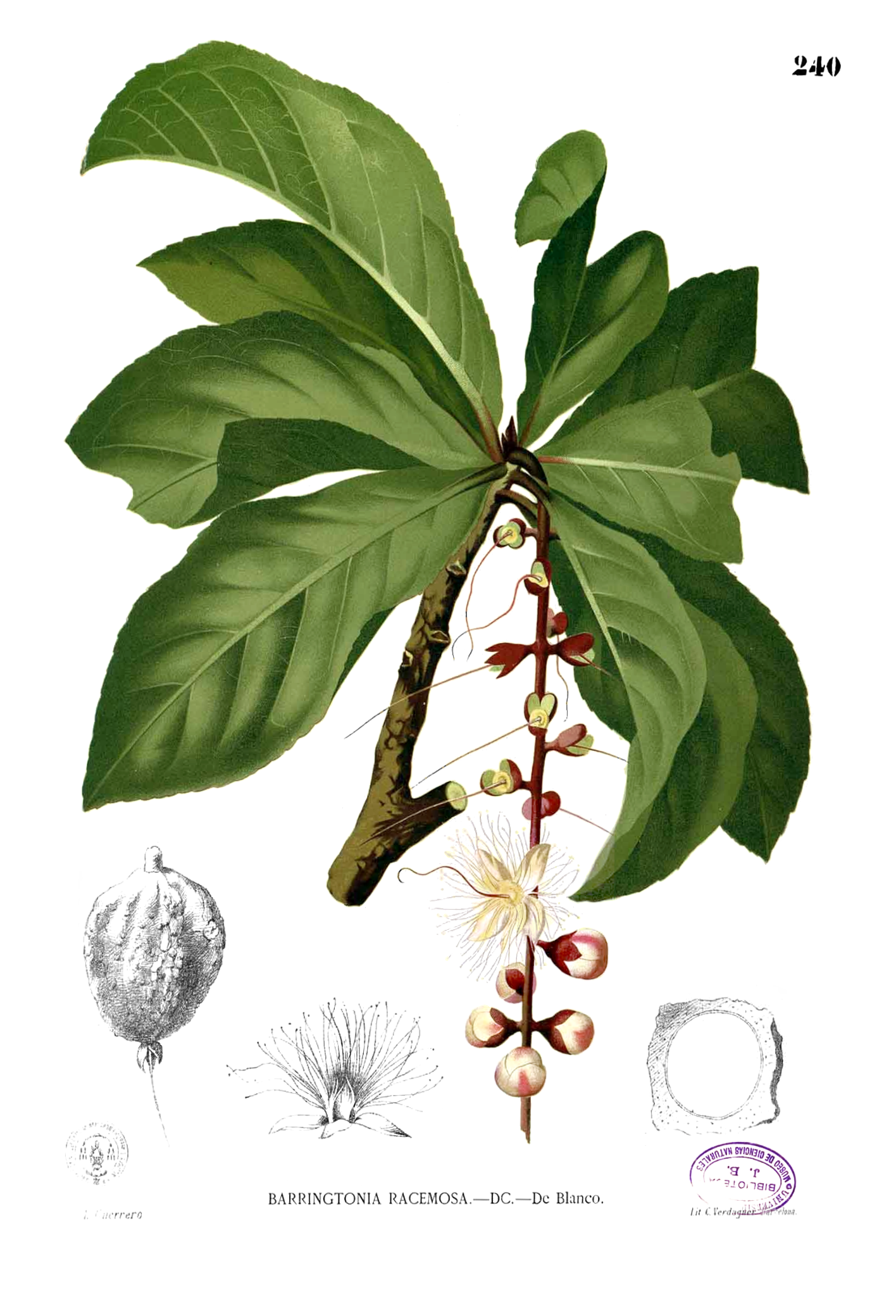
Barringtonia racemosa
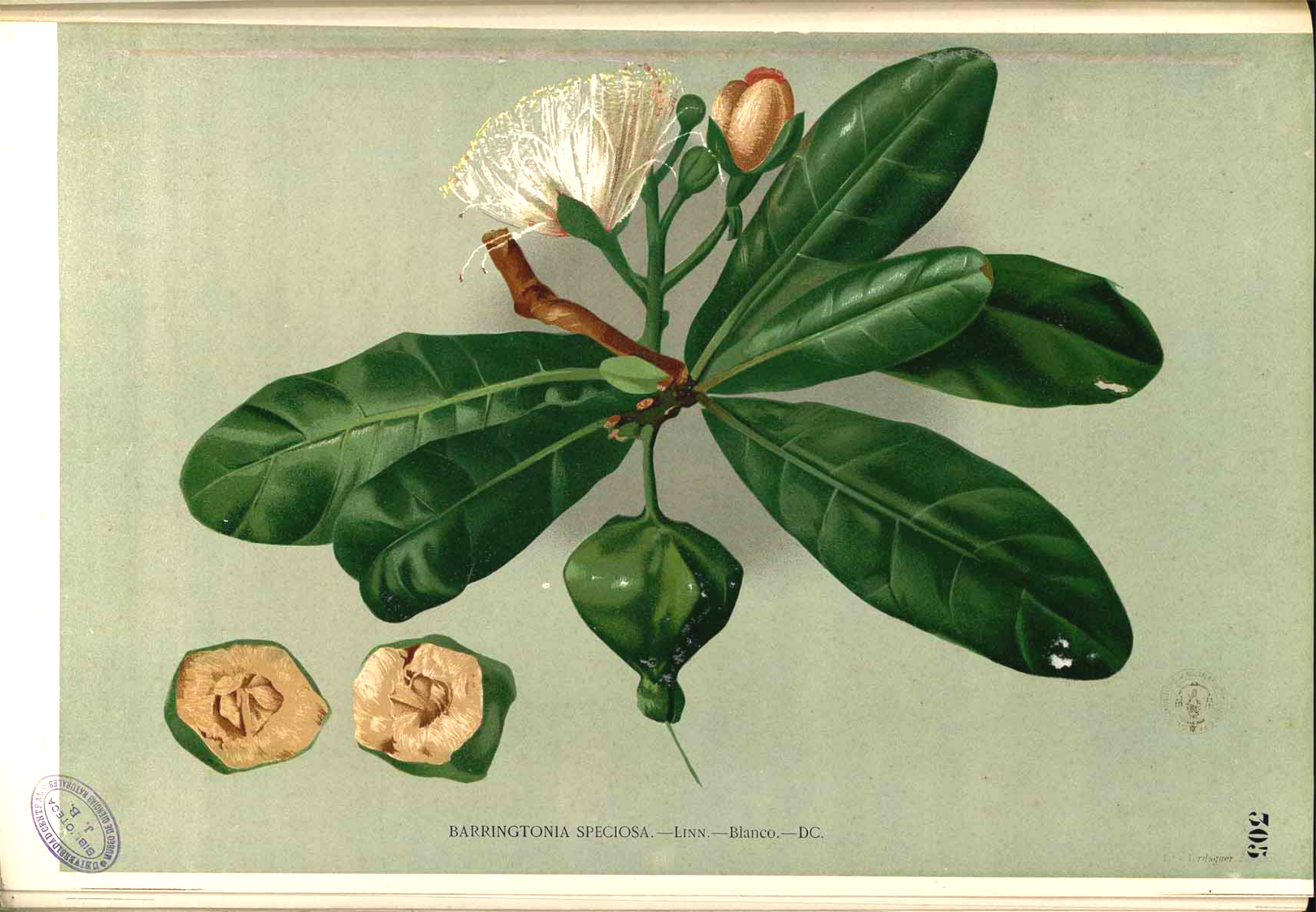
Barringtonia speciosa